# Unidad Revolucionaria Nacional Guatemalenca
Unidad Revolucionaria Nacional Guatemalenca (URNG) és un partit polític creat el 1982 a Guatemala i oficialitzat el 1998.

## Història
Fou fundat el 1982 gràcies a la coordinació dels quatre grups guerrillers més importants de Guatemala durant la dècada de 1970: Ejército Guerillero de los Pobres (EGP), Organización del Pueblo en Armas (ORPA), Fuerzas Armadas Rebeldes (FAR) i Partido Guatemalteco del Trabajo (PGT).
L'aparició de la URNG va suposar una gran avenç en la lluita revolucionària malgrat que la cúpula militar de l'exèrcit de Guatemala va utilitzar-ho per a incrementar la repressió amb el menor cost polític possible.
El 29 de desembre de 1996 se signaren els acords de pau entre el govern de Guatemala i la URNG en presència del Secretari General de les Nacions Unides Boutros Boutros-Ghali, posant fi a 36 anys de Guerra Civil a Guatemala. El secretari general de la URNG, el comandant Rolando Morán i el president de Guatemala Álvaro Arzú foren guardonats amb el Premi per la Pau de la UNESCO. El 1997 li fou concedit el Premi Príncep d'Astúries de Cooperació Internacional, juntament amb el govern de Guatemala.
El 1999 va presentar-se a les eleccions en una coalició amb altres partits menors d'esquerres, aconseguint el tercer lloc, però el 2003, després de presentar-se per separat, la URNG va aconseguir uns pèssims resultats amb tan sols dos diputats al parlament guatemalenc.